# Menghină

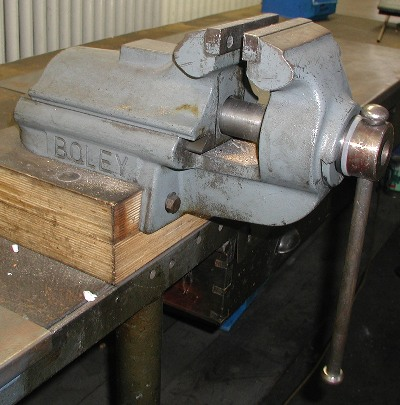
Menghină

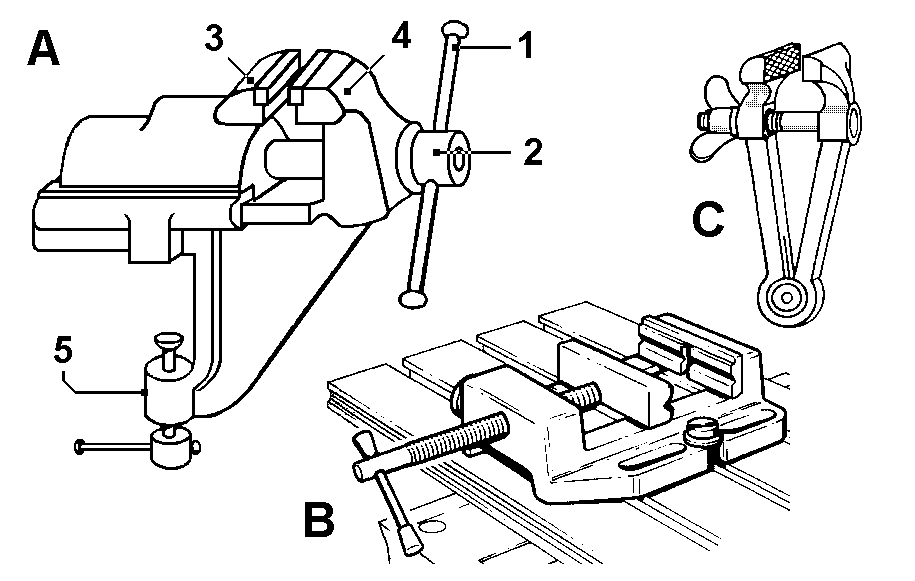
Trei tipuri de menghine cu fălci
A - menghină de banc; B - menghină de mașină; C - menghină de mână.
1 - manivelă; 2 - șurub de strângere; 3- falcă fixă; 4 - falcă mobilă; 5 - șurub de fixare pe suport.

Menghina este o unealtă de prindere a unor piese care urmează să fie prelucrate, alcătuită din două fălci, una mobilă și alta imobilă, cea mobilă putând fi deplasată prin intermediul unui șurub de strângere, cu ajutorul căruia se efectuează apropierea și depărtarea fălcilor, astfel încât la apropierea fălcilor să poată fi prinsă piesa prelucrată între ele. Șurubul de strângere este acționat în general manual, cu o manivelă. Se deosebesc: menghine fixe, cum sunt menghinele de banc, cu picior, de mașină etc., și menghine portabile, cum este menghina de mână.

## Descrierea
Menghina este un dispozitiv mecanic agil și ușor de manevrat, care este utilizat pentru a fixa o piesă care urmează a fi supusă la diferite operații mecanice, cum ar fi tăiere, găurire, frezare, șlefuire sau marcare.
Ea este plasată, de obicei, pe o masă sau un banc de lucru, fiind bine fixată de suprafața acestuia sau sprijinită pe podeaua atelierului. Are două fălci paralele, una fixă și cealaltă mobilă, între care se fixează piesele ce urmează să fie prelucrate. Fălcile pot fi apropiate sau depărtate prin rotirea unui șurub, acționat cu ajutorul unei manivele. Pentru a nu deteriora suprafața pieselor, fălcile sunt placate de obicei cu plumb, cupru sau cu alte materiale moi.
Acest dispozitiv este fundamental în fabricarea oricărui produs din fier sau din orice alt material care trebuie să fie fixat pentru a fi prelucrat. Operațiuni cum ar fi tăierea, găurirea sau șlefuirea necesită o fixare eficientă într-un dispozitiv ce trebuie să fie agil și ușor de manevrat. Menghina posedă aceste caracteristici tehnice.

## Menghină de mașină
Menghina de mașină este o menghină a cărei falcă imobilă se montează pe batiul unei mașini de lucru, prin intermediul unui suport, față de care poate avea, în general, o mișcare de rotație. Este folosită la unele mașini-unelte, pentru prinderea obiectelor de   prelucrat.